# Osse-en-Aspe
Pour les articles homonymes, voir Osse et Aspe.
Osse-en-Aspe (en béarnais Òussa) est une commune française située dans le département des Pyrénées-Atlantiques, en région Nouvelle-Aquitaine.

## Géographie

### Localisation
La commune d'Osse-en-Aspe se trouve dans le département des Pyrénées-Atlantiques, en région Nouvelle-Aquitaine.
Elle se situe à 58 km par la route de Pau, préfecture du département, et à 26 km d'Oloron-Sainte-Marie, sous-préfecture.
Les communes les plus proches sont : 
Bedous (1,5 km), Lées-Athas (2,4 km), Accous (2,8 km), Aydius (6,2 km), Sarrance (6,3 km), Cette-Eygun (7,0 km), Lescun (7,0 km), Lourdios-Ichère (7,1 km).
Sur le plan historique et culturel, Osse-en-Aspe fait partie de la province du Béarn, qui fut également un État et qui présente une unité historique et culturelle à laquelle s’oppose une diversité frappante de paysages au relief tourmenté.
La commune fait partie de la vallée d'Aspe.

### Communes limitrophes
Les communes limitrophes sont Arette, Bedous, Lées-Athas, Lourdios-Ichère et Sarrance.
|        | Lourdios-Ichère | Sarrance |
| Arette | Osse-en-Aspe    | Bedous   |
|        | Lées-Athas      |          |

### Hydrographie

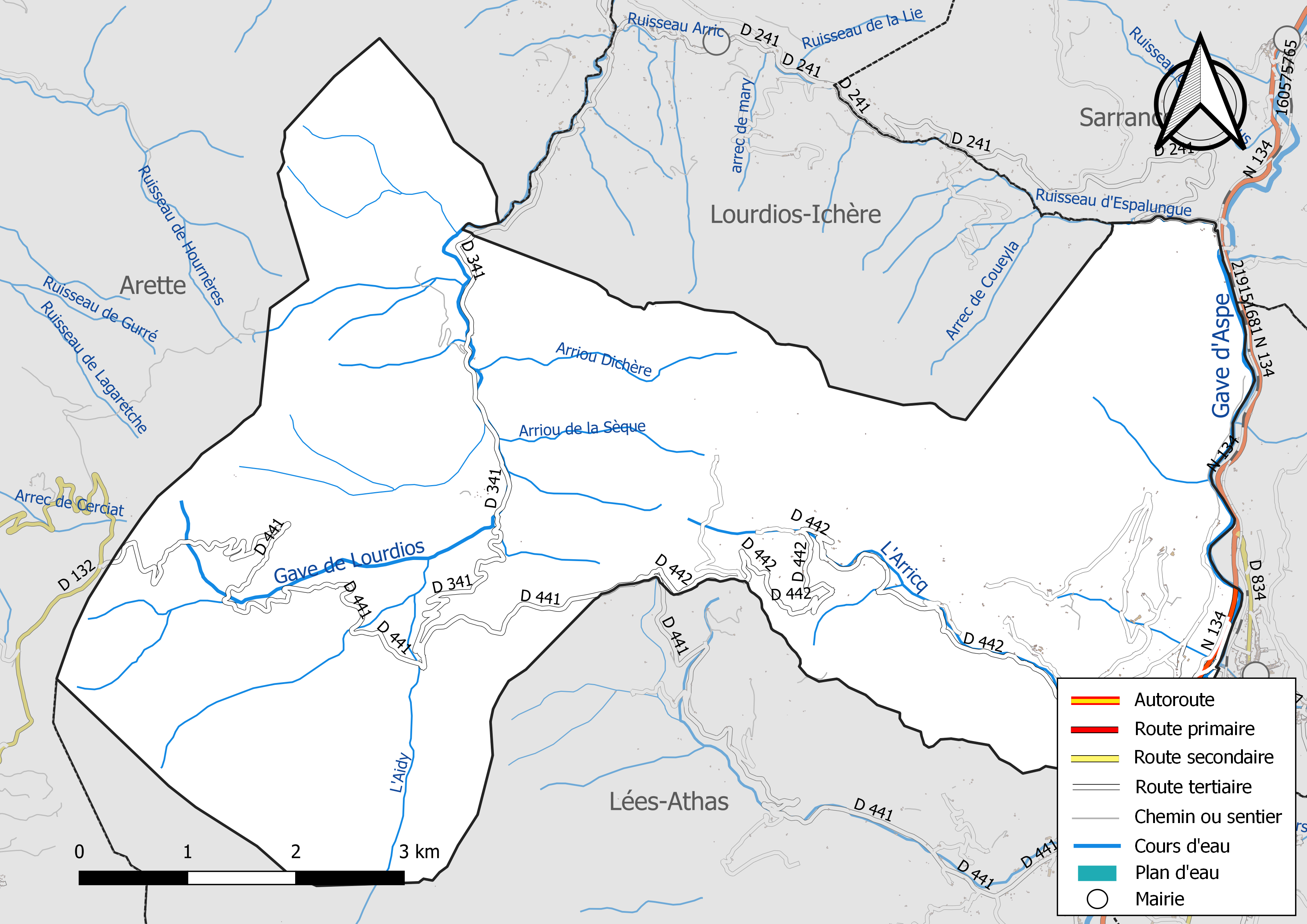
Réseaux hydrographique et routier d'Osse-en-Aspe.

La commune est drainée par le gave d'Aspe, le gave d'Aydius, le gave de Lourdios, l'Arricq, le Malugar, l’Arriou de la Sèque, l’Arriou Dichère, un bras du gave d'Aspe, l'Aidy, l'Arricq de Casteigbou, le ravin de Pourtau, le ruisseau d'Espalungue, et par divers petits cours d'eau, constituant un réseau hydrographique de 44 km de longueur totale,.
Le gave d'Aspe, d'une longueur totale de 58,1 km, prend sa source dans le cirque d'Aspe, au pied du mont Aspe (2 643 m), en Espagne, et s'écoule du sud vers le nord. Il traverse la commune et se jette dans le gave d'Oloron à Oloron-Sainte-Marie, après avoir traversé 17 communes.
Le gave d'Aydius, d'une longueur totale de 12,6 km, prend sa source dans la commune d'Aydius et s'écoule d'est en ouest. Il traverse la commune et se jette dans le gave d'Aspe sur le territoire communal, après avoir traversé 3 communes.
Le gave de Lourdios, d'une longueur totale de 20,8 km, prend sa source dans la commune et s'écoule du sud vers le nord. Il traverse la commune et se jette dans le gave d'Aspe à Asasp-Arros, après avoir traversé 5 communes.

### Climat
Pour des articles plus généraux, voir Climat de la Nouvelle-Aquitaine et Climat des Pyrénées-Atlantiques.
Historiquement, la commune est exposée à un climat de montagne.  
En 2020, Météo-France publie une typologie des climats de la France métropolitaine dans laquelle la commune est toujours exposée à un climat de montagne et est dans la région climatique Pyrénées atlantiques, caractérisée par une pluviométrie élevée (>1 200 mm/an) en toutes saisons, des hivers très doux (7,5 °C en plaine) et des vents faibles.
Pour la période 1971-2000, la température annuelle moyenne est de 12,3 °C, avec une amplitude thermique annuelle de 13 °C. Le cumul annuel moyen de précipitations est de 1 509 mm, avec 12,1 jours de précipitations en janvier et 9,1 jours en juillet. Pour la période 1991-2020, la température moyenne annuelle observée sur la station météorologique la plus proche, située sur la commune d'Oloron-Sainte-Marie à 22 km à vol d'oiseau, est de 13,1 °C et le cumul annuel moyen de précipitations est de 1 491,4 mm,. Pour l'avenir, les paramètres climatiques de la commune estimés pour 2050 selon différents scénarios d’émission de gaz à effet de serre sont consultables sur un site dédié publié par Météo-France en novembre 2022.

### Milieux naturels et biodiversité

#### Réseau Natura 2000
Le réseau Natura 2000 est un réseau écologique européen de sites naturels d'intérêt écologique élaboré à partir des Directives « Habitats » et « Oiseaux », constitué de zones spéciales de conservation (ZSC) et de zones de protection spéciale (ZPS).
Trois sites Natura 2000 ont été définis sur la commune au titre de la « directive Habitats », : 
- le « massif du Layens », d'une superficie de 5 597 ha, un massif de montagne moyenne exploitée par le pastoralisme, qui recèle d’une grande richesse écologique[21] ;
- les « montagnes du Barétous », d'une superficie de 14 421 ha, présentant une flore très diversifiée marquée par une nette influence atlantique et montagnarde. Elles se démarquent des autres massifs de la Haute Soule et du Barétous` notamment par sa flore caractéristique des tourbières comprenant de nombreuses espèces patrimoniales dont 16 espèces de sphaignes et 4 lycopodiacées[22] ;
- « le gave d'Aspe et le Lourdios (cours d'eau) », d'une superficie de 1 595 ha, un vaste réseau de torrents d'altitude et de cours d'eau de coteaux à très bonne qualité des eaux[23] et deux au titre de la « directive Oiseaux »[20],[Carte 3] :
- l'« Eth Thuron des Aureys », d'une superficie de 2 182 ha, un massif montagneux situé en position avancée sur le piémont des Pyrénées, très favorable aux grands rapaces[24] ;
- la « Haute Soule : massif de la Pierre Saint-Martin », d'une superficie de 18 312 ha, un vaste ensemble montagneux de basse à haute altitude[25].

#### Zones naturelles d'intérêt écologique, faunistique et floristique
L’inventaire des zones naturelles d'intérêt écologique, faunistique et floristique (ZNIEFF) a pour objectif de réaliser une couverture des zones les plus intéressantes sur le plan écologique, essentiellement dans la perspective d’améliorer la connaissance du patrimoine naturel national et de fournir aux différents décideurs un outil d’aide à la prise en compte de l’environnement dans l’aménagement du territoire.
Deux ZNIEFF de type 1 sont recensées sur la commune, : 
la « forêt d'Issaux, pic Soulaing, soum d'iIre et pic du Layens » (8 075,98 ha), couvrant 4 communes du département et 
le « réseau hydrographique du gave d'Aspe et ses rives » (1 207,81 ha), couvrant 23 communes du département
et deux ZNIEFF de type 2,, : 
- le « réseau hydrographique du gave d'Oloron et de ses affluents » (6 885,32 ha), couvrant 114 communes dont 2 dans les Landes et 112 dans les Pyrénées-Atlantiques[29] ;
- la « vallée d'Aspe » (54 924,87 ha), couvrant 22 communes du département[30].

## Urbanisme

### Typologie
Au 1er janvier 2024, Osse-en-Aspe est catégorisée commune rurale à habitat dispersé, selon la nouvelle grille communale de densité à sept niveaux définie par l'Insee en 2022.
Elle est située hors unité urbaine et hors attraction des villes,.

### Occupation des sols

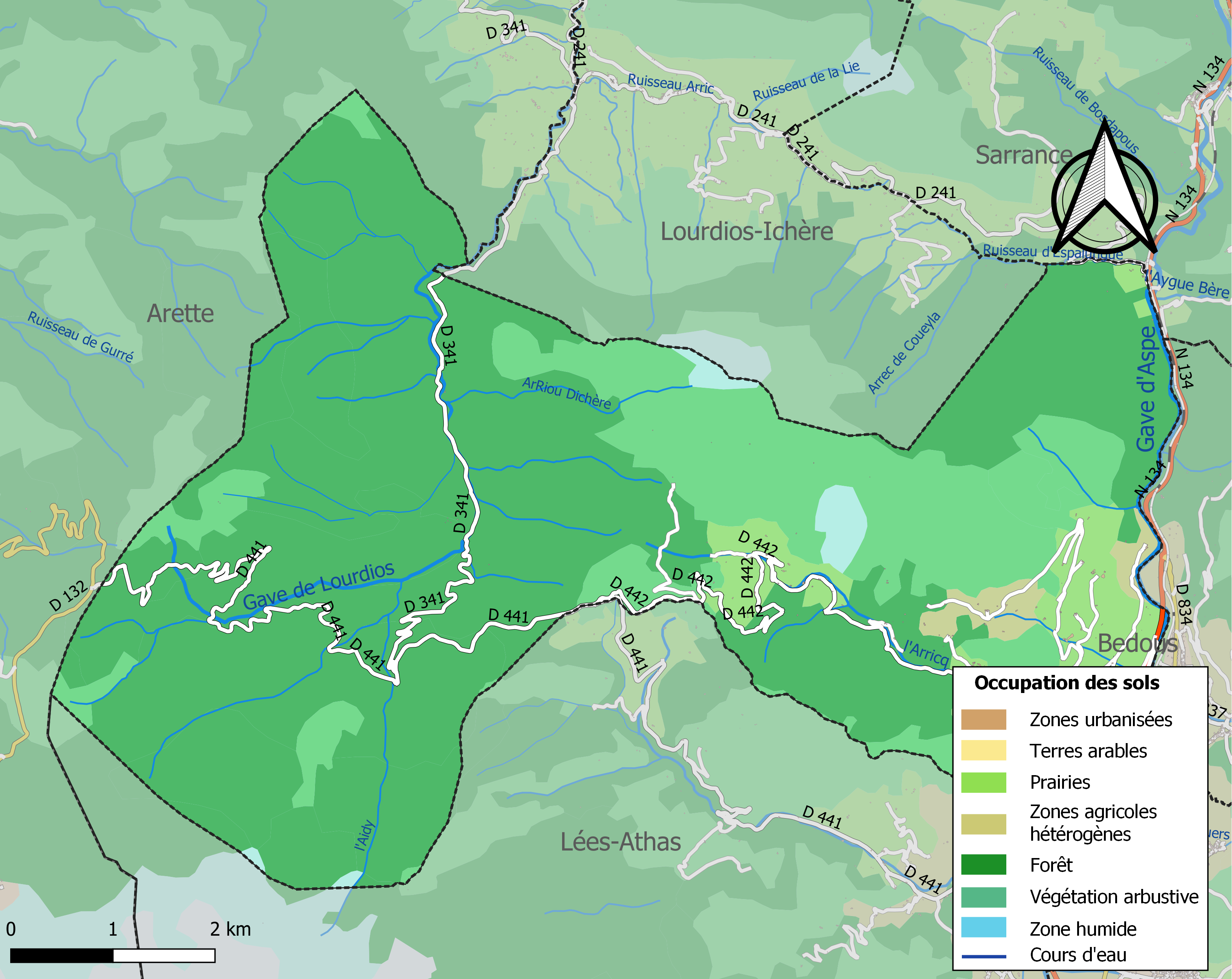
Carte des infrastructures et de l'occupation des sols de la commune en 2018 (CLC).

L'occupation des sols de la commune, telle qu'elle ressort de la base de données européenne d’occupation biophysique des sols Corine Land Cover (CLC), est marquée par l'importance des forêts et milieux semi-naturels (90,2 % en 2018), une proportion sensiblement équivalente à celle de 1990 (90,6 %). La répartition détaillée en 2018 est la suivante : 
forêts (68,2 %), milieux à végétation arbustive et/ou herbacée (20,9 %), prairies (7,6 %), zones agricoles hétérogènes (1,6 %), espaces ouverts, sans ou avec peu de végétation (1,1 %), zones urbanisées (0,6 %). L'évolution de l’occupation des sols de la commune et de ses infrastructures peut être observée sur les différentes représentations cartographiques du territoire : la carte de Cassini (XVIIIe siècle), la carte d'état-major (1820-1866) et les cartes ou photos aériennes de l'IGN pour la période actuelle (1950 à aujourd'hui).

### Lieux-dits et hameaux
- Cabane de Legarce ;
- Candau ;
- Capdevielle ;
- Eygun-Audap ;
- Ipère ;
- Lacroix ;
- Layens ;
- le Village ;
- le Hameau ;
- Issaux ;
- Barlagne.

### Risques majeurs
Le territoire de la commune d'Osse-en-Aspe est vulnérable à différents aléas naturels : météorologiques (tempête, orage, neige, grand froid, canicule ou sécheresse), inondations, feux de forêts, mouvements de terrains, avalanche  et séisme (sismicité moyenne). Il est également exposé à un risque particulier : le risque de radon. Un site publié par le BRGM permet d'évaluer simplement et rapidement les risques d'un bien localisé soit par son adresse soit par le numéro de sa parcelle.

#### Risques naturels
Certaines parties du territoire communal sont susceptibles d’être affectées par le risque d’inondation par une crue torrentielle ou à montée rapide de cours d'eau, notamment le gave d'Aspe, le gave d'Aydius et le gave de Lourdios. La commune a été reconnue en état de catastrophe naturelle au titre des dommages causés par les inondations et coulées de boue survenues en 1982 et 2009,.
Osse-en-Aspe est exposée au risque de feu de forêt. En 2020, le premier plan de protection des forêts contre les incendies (PDPFCI) a été adopté pour la période 2020-2030. La réglementation des usages du feu à l’air libre et les obligations légales de débroussaillement dans le département des Pyrénées-Atlantiques font l'objet d'une consultation de public ouverte du 16 septembre au 7 octobre 2022,.
Les mouvements de terrains susceptibles de se produire sur la commune sont des mouvements de sols liés à la présence d'argile et des affaissements et effondrements liés aux cavités souterraines (hors mines). Afin de mieux appréhender le risque d’affaissement de terrain, un inventaire national permet de localiser les éventuelles cavités souterraines sur la commune.

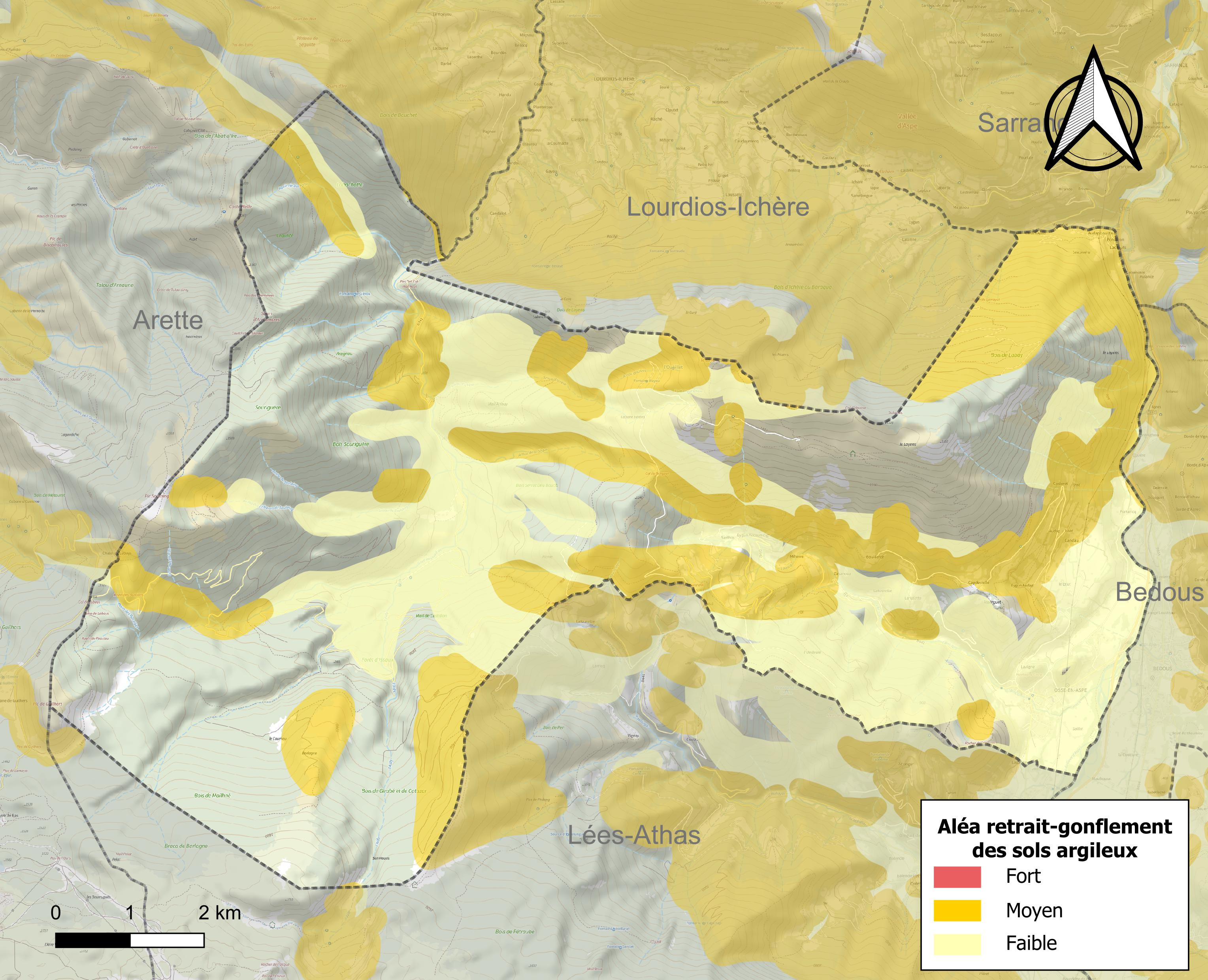
Carte des zones d'aléa retrait-gonflement des sols argileux d'Osse-en-Aspe.

Le retrait-gonflement des sols argileux est susceptible d'engendrer des dommages importants aux bâtiments en cas d’alternance de périodes de sécheresse et de pluie. 26,7 % de la superficie communale est en aléa moyen ou fort (59 % au niveau départemental et 48,5 % au niveau national). Depuis le 1er octobre 2020, en application de la loi ELAN, différentes contraintes s'imposent aux vendeurs, maîtres d'ouvrages ou constructeurs de biens situés dans une zone classée en aléa moyen ou fort,.
La commune est exposée aux risques d'avalanche. Les habitants exposés à ce risque doivent se renseigner, en mairie, de l’existence d’un plan de prévention des risques avalanches (PPRA). Le cas échéant, identifier les mesures applicables à l'habitation, identifier, au sein de l'habitation, la pièce avec la façade la moins exposée à l’aléa pouvant faire office, au besoin, de zone de confinement et équiper cette pièce avec un kit de situation d’urgence,.

#### Risque particulier
Dans plusieurs parties du territoire national, le radon, accumulé dans certains logements ou autres locaux, peut constituer une source significative d’exposition de la population aux rayonnements ionisants. Selon la classification de 2018, la commune d'Osse-en-Aspe est classée en zone 2, à savoir zone à potentiel radon faible mais sur lesquelles des facteurs géologiques particuliers peuvent faciliter le transfert du radon vers les bâtiments.

## Toponymie
Le toponyme Osse apparaît sous les formes Ouce (1343, hommages de Béarn), Ousse (XIVe siècle, censier de Béarn), Ousa (1449, règlements de la Cour Majour de Béarn), Oussa (1463, titres de Lées-Athas), Sent-Stephen d'Ousse (1608, insinuations du diocèse d'Oloron).
Deux théories s'opposent concernant l'origine du nom Osse. L'une tend vers la gasconisation du basque oltzo, construction en planches. L'autre tend vers la traduction du mot ours. Oso en espagnol.
Le basque aitz, avec ses variantes az, iz, ahaiz ou ez, est un des noms de la pierre. Accompagné du suffixe -pe, « en bas, au pied de », il a donné son nom à Aspe, « au pied du rocher ».
Son nom béarnais est Òussa ou Òusse.

## Histoire
Paul Raymond note l'existence d'une abbaye laïque vassale de la vicomté de Béarn.
En 1385, Osse comptait 42 feux et dépendait du bailliage d'Aspe.
L'église réformée d'Osse, surnommée « la montagne », est l'un des rares exemples de cohabitation pacifique entre la religion réformée et la religion catholique pendant les guerres de religion, et jusqu'à nos jours. Depuis la fin du XVIe siècle, catholiques et protestants cohabitent au sein de cette commune, comme l'atteste l'église Saint-Étienne. L'origine de cette église protestante, organisée en « consistoire » dès le XVIIe siècle, éloignée des grandes villes protestantes du Béarn telles qu'Orthez ou Sauveterre-de-Béarn, reste encore inexpliquée. Après la Révocation de l’Édit de Nantes, les protestants doivent détruire eux-mêmes leur temple, en 1685.

## Politique et administration
| Premier Jurat       | Début | Fin  |
| ------------------- | ----- | ---- |
| Aignette            | 1724  |      |
| Jean Darrelagleise  | 1727  |      |
| Pierre Supervielle  | 1747  | 1748 |
| Joseph Barranx      | 1749  |      |
| Jean Darrelagleise  | 1752  | 1753 |
| Pierre Lubat        | 1754  |      |
| Pierre Moutengou    | 1755  |      |
| Jean Laplace        | 1756  |      |
| Jean Lassalle       | 1757  |      |
| Pierre Lubat        | 1758  |      |
| Jean Chaneu         | 1759  |      |
| Pierre Casas        | 1760  |      |
| Joseph Casau        | 1761  |      |
| François Lauseig    | 1762  |      |
| Pierre Eigun        | 1763  |      |
| Jean Doumec         | 1764  | 1766 |
| Jean Darrelagleise  | 1767  | 1768 |
| Joseph Casau        | 1769  |      |
| François Lauseig    | 1770  |      |
| Jean Lassallette    | 1771  |      |
| Jean Laclede        | 1772  |      |
| Antoine Liard       | 1773  |      |
| Apouey              | 1776  |      |
| Antoine Latourrette | 1788  |      |
| Usaurou             | 1789  |      |

| Période    | Période   | Identité                          | Étiquette | Qualité               |
| ---------- | --------- | --------------------------------- | --------- | --------------------- |
| 17/12/1792 |           | Pierre Menvielle                  |           |                       |
| 10/12/1793 |           | Pierre Barouillet                 |           |                       |
| 23/3/1795  |           | Pierre Darrelagleise              |           |                       |
| 22/11/1795 | 1798      | Jean Casteig                      |           |                       |
| 9/5/1798   | 1800      | Joseph Lagun                      |           |                       |
| 10/5/1800  | 1808      | Jean Escala Darrelagleise         |           |                       |
| ??/02/1808 | 1816      | Pierre antoine LOUIS              |           | médecin               |
| ??/02/1816 | 1818      | Jean Lassalle                     |           | notaire               |
| ??/02/1818 | 1831      | Pierre Antoine LOUIS              |           | médecin               |
| 1832       | 1834      | Jean Pierre Brasé                 |           | cultivateur           |
| 1834       | 1836      | Jean Perissé                      |           |                       |
| 1836       | 1841      | Jean Fontan                       |           |                       |
| 1842       | 1/2/1845  | Pierre Louis Deschamps            |           | militaire en retraite |
| 1846       | 1848      | Jean Pierre Brasé                 |           |                       |
| 1848       | 1849      | Pierre Joseph Bouillerce          |           |                       |
| 1849       | 1852      | Jean Apouey Mirande               |           |                       |
| 1852       | 1858      | Jacques Arnaude                   |           | huissier              |
| 1858       | 1871      | Jean Auguste Liard                |           |                       |
| 1871       | 1878      | Pierre Joseph Bouillerce Gayrosse |           |                       |
| 1878       | 1881      | Pierre Jean Casteret              |           |                       |
| 1881       | 15/3/1886 | Antoine Casamayou                 |           | rentier               |
| 1886       | 3/9/1890  | Jean Lucien Liard                 |           | vétérinaire           |
| 1890       | 18/9/1897 | Jean Baptiste Mayerau             |           | propriétaire, rentier |
| 1898       | 1903      | Jean Sarthou                      |           | employé de bureau     |
| 1903       | 1908      | Joseph Bouillerce Mirassou        |           | charpentier           |
| 1909       | 1963      | Pierre Sarthou Moutengou          |           | employé de bureau     |
| 1964       | 1979      | Pierre Langlatte                  |           |                       |
| 1979       | 2008      | Pierre Isson                      |           |                       |
| 2008       | 2014      | Pierre Isson                      |           |                       |
| 2014       | En cours  | Gérard Burs                       |           | charpentier           |

### Intercommunalité
La commune fait partie de cinq structures intercommunales :
- la Communauté de communes du Haut Béarn ;
- le SIVU de Lourdios ;
- le syndicat d’énergie des Pyrénées-Atlantiques ;
- le syndicat intercommunal d'aide matérielle à la scolarisation en vallée d'Aspe ;
- le syndicat mixte du Haut-Béarn.

Osse-en-Aspe accueille le siège du SIVU de Lourdios.

## Population et société

### Démographie
L'évolution du nombre d'habitants est connue à travers les recensements de la population effectués dans la commune depuis 1793. Pour les communes de moins de 10 000 habitants, une enquête de recensement portant sur toute la population est réalisée tous les cinq ans, les populations de référence des années intermédiaires étant quant à elles estimées par interpolation ou extrapolation. Pour la commune, le premier recensement exhaustif entrant dans le cadre du nouveau dispositif a été réalisé en 2005.

En 2022, la commune comptait 332 habitants, en évolution de +2,47 % par rapport à 2016 (Pyrénées-Atlantiques : +3,78 %, France hors Mayotte : +2,11 %).
| 1793  | 1800  | 1806  | 1821  | 1831 | 1836 | 1841 | 1846 | 1851 |
| ----- | ----- | ----- | ----- | ---- | ---- | ---- | ---- | ---- |
| 1 423 | 1 503 | 1 517 | 1 586 | 905  | 895  | 871  | 945  | 890  |

| 1856 | 1861 | 1866 | 1872 | 1876 | 1881 | 1886 | 1891 | 1896 |
| ---- | ---- | ---- | ---- | ---- | ---- | ---- | ---- | ---- |
| 877  | 773  | 762  | 683  | 669  | 651  | 656  | 630  | 600  |

| 1901 | 1906 | 1911 | 1921 | 1926 | 1931 | 1936 | 1946 | 1954 |
| ---- | ---- | ---- | ---- | ---- | ---- | ---- | ---- | ---- |
| 560  | 558  | 610  | 526  | 553  | 550  | 580  | 632  | 486  |

| 1962 | 1968 | 1975 | 1982 | 1990 | 1999 | 2005 | 2006 | 2010 |
| ---- | ---- | ---- | ---- | ---- | ---- | ---- | ---- | ---- |
| 398  | 337  | 342  | 299  | 307  | 313  | 330  | 333  | 327  |

| 2015 | 2020 | 2022 | - | - | - | - | - | - |
| ---- | ---- | ---- | - | - | - | - | - | - |
| 323  | 333  | 332  | - | - | - | - | - | - |

## Économie
L'économie de la commune est essentiellement orientée vers l'agriculture et l'élevage (bovins et ovins). La fabrication de fromages fermiers (AOC ossau-iraty) est également l'une des ressources de la commune.

## Culture locale et patrimoine

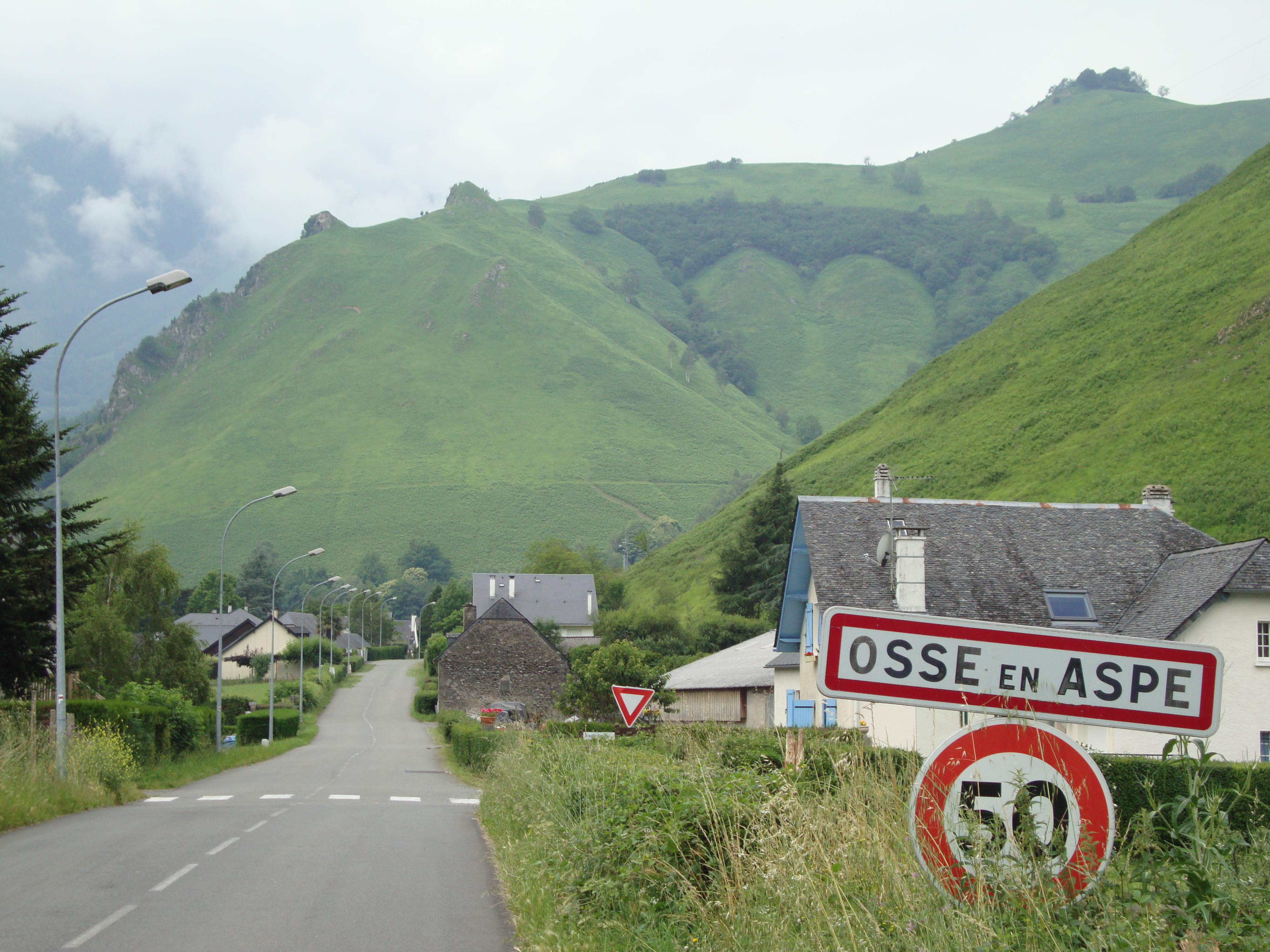
Entrée du village d'Osse-en-Aspe.
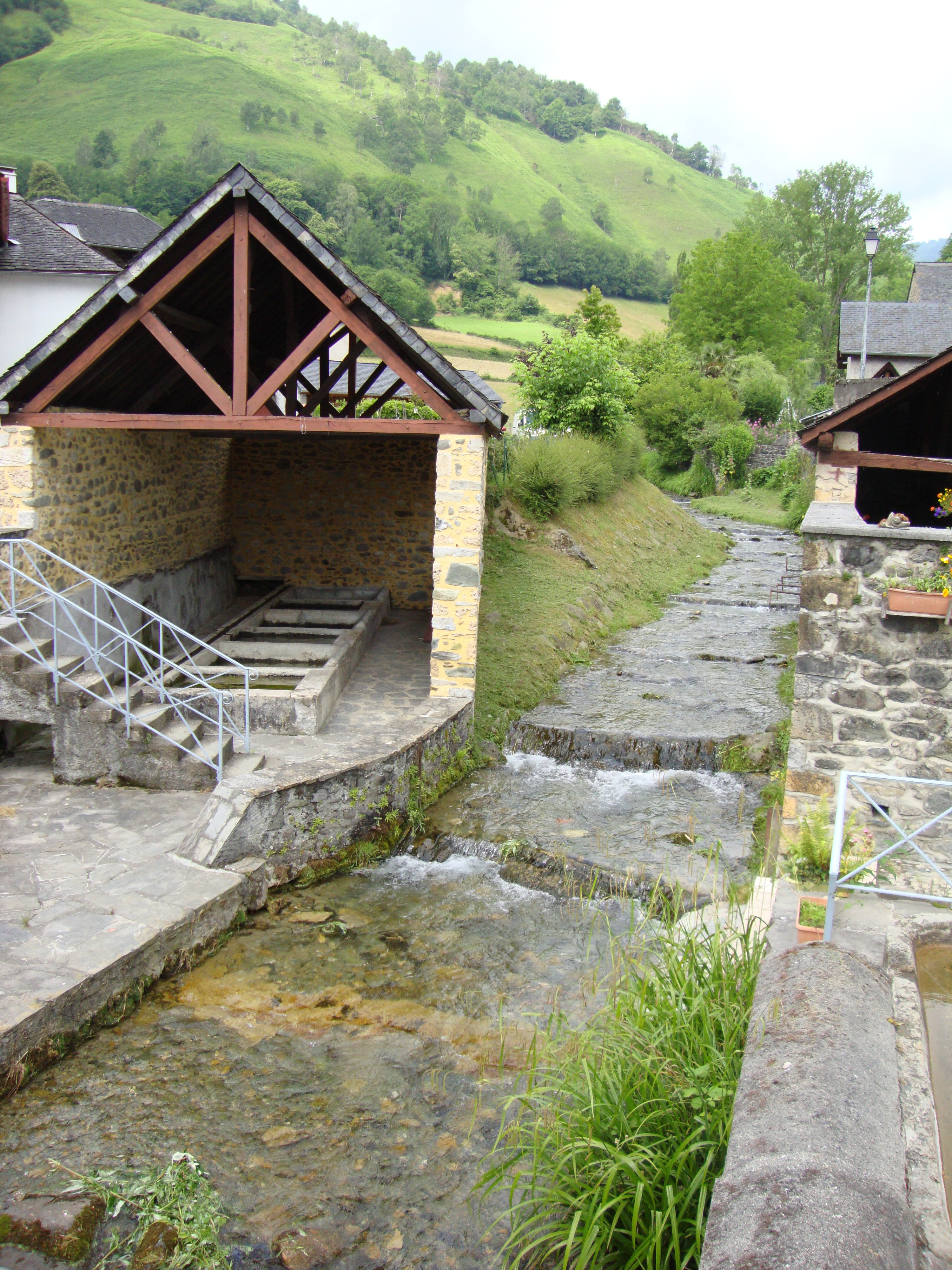
Lavoir sur l'Arricq.
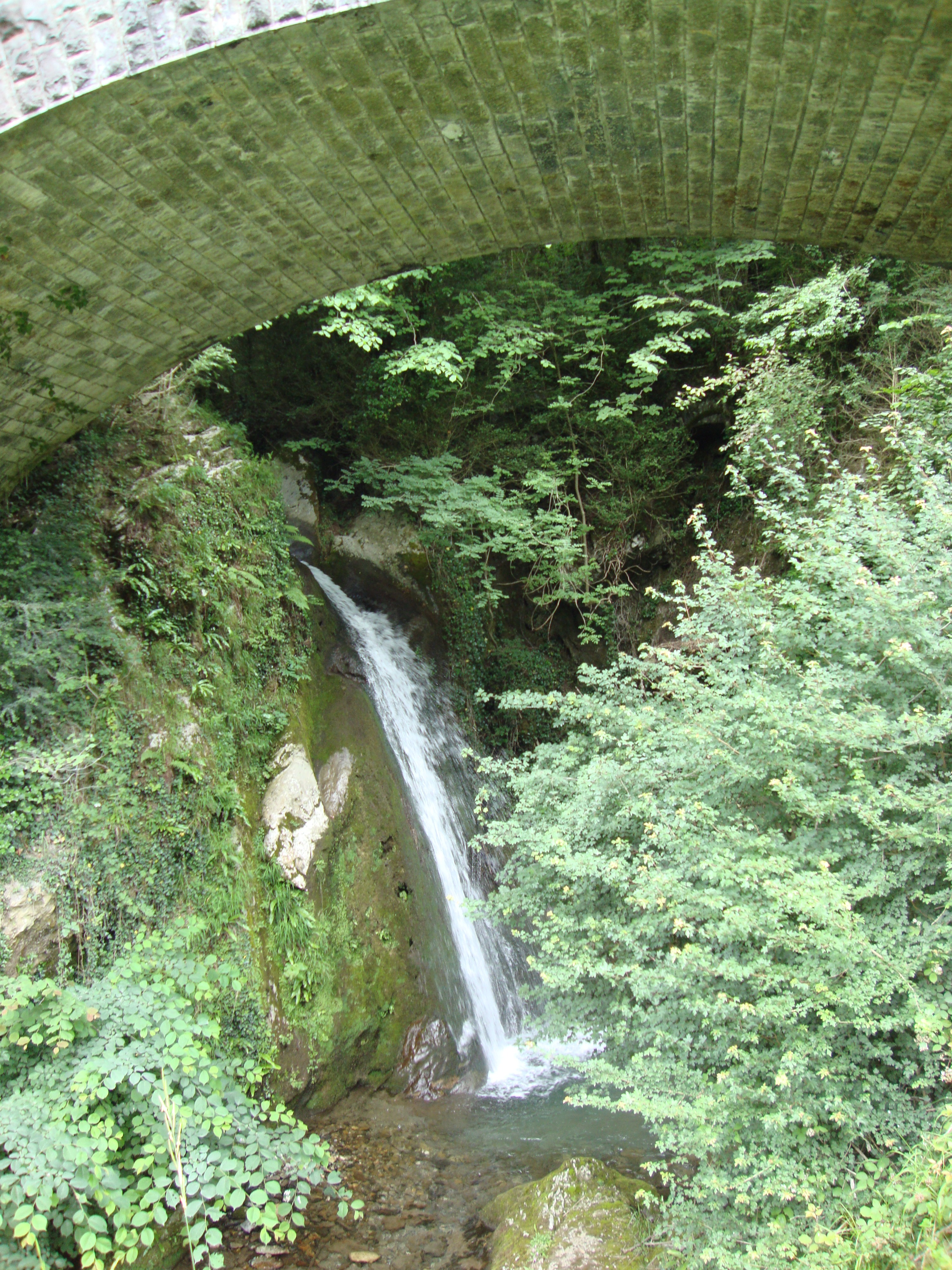
Cascade de l'Espalungue à Lacroix.
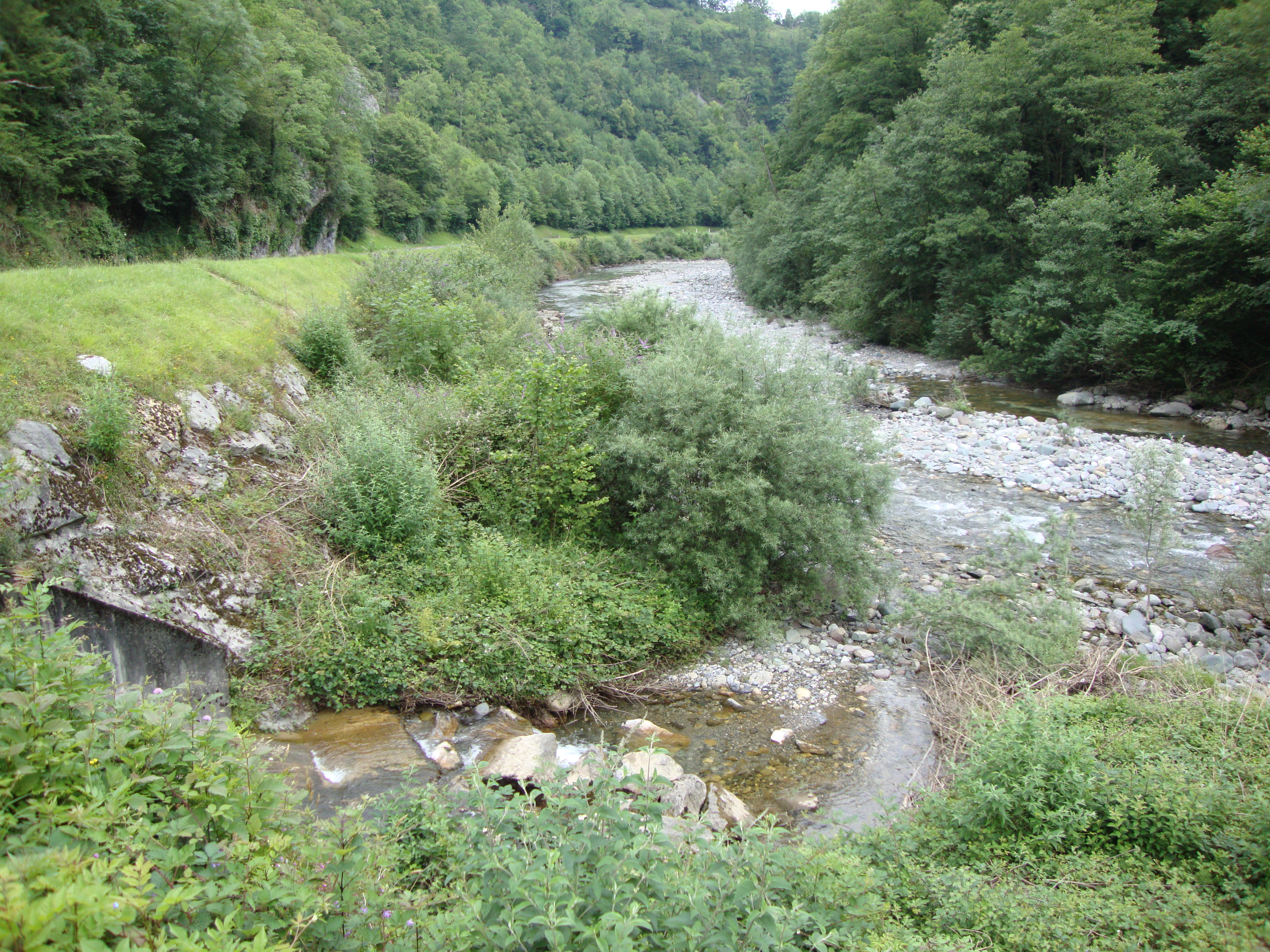
Confluence Espalungue - gave d'Aspe à Lacroix.

### Patrimoine civil
- Maison forte de la fin du XIIIe siècle, rénovée aux XVe, XVIe et XIXe siècles.
- Maisons du XVIIe, XVIIIe et XIXe siècles (four à pain, étable, porcherie).
- Maison dite Villa Elisée, fin XIXe siècle.

### Patrimoine religieux
- Temple protestant de Bethel reconstruit en 1805.

Listes des pasteurs successifs
| Début    | Fin  | Nom                   |
| -------- | ---- | --------------------- |
| 1824     | 1826 | Armand de Than        |
| 7/5/1826 | 1845 | Henri-César Mazauric  |
| 1846     | 1856 | Nicolas Gerber        |
| 1858     | 1864 | Béziat de Castelmoron |
| 1864     | 1871 | Frédéric Lacroix      |
| 1871     | 1904 | Alfred Cadier         |
| 1904     |      | Albert Cadier         |
| 1928     | 1949 | Charles Cadier        |

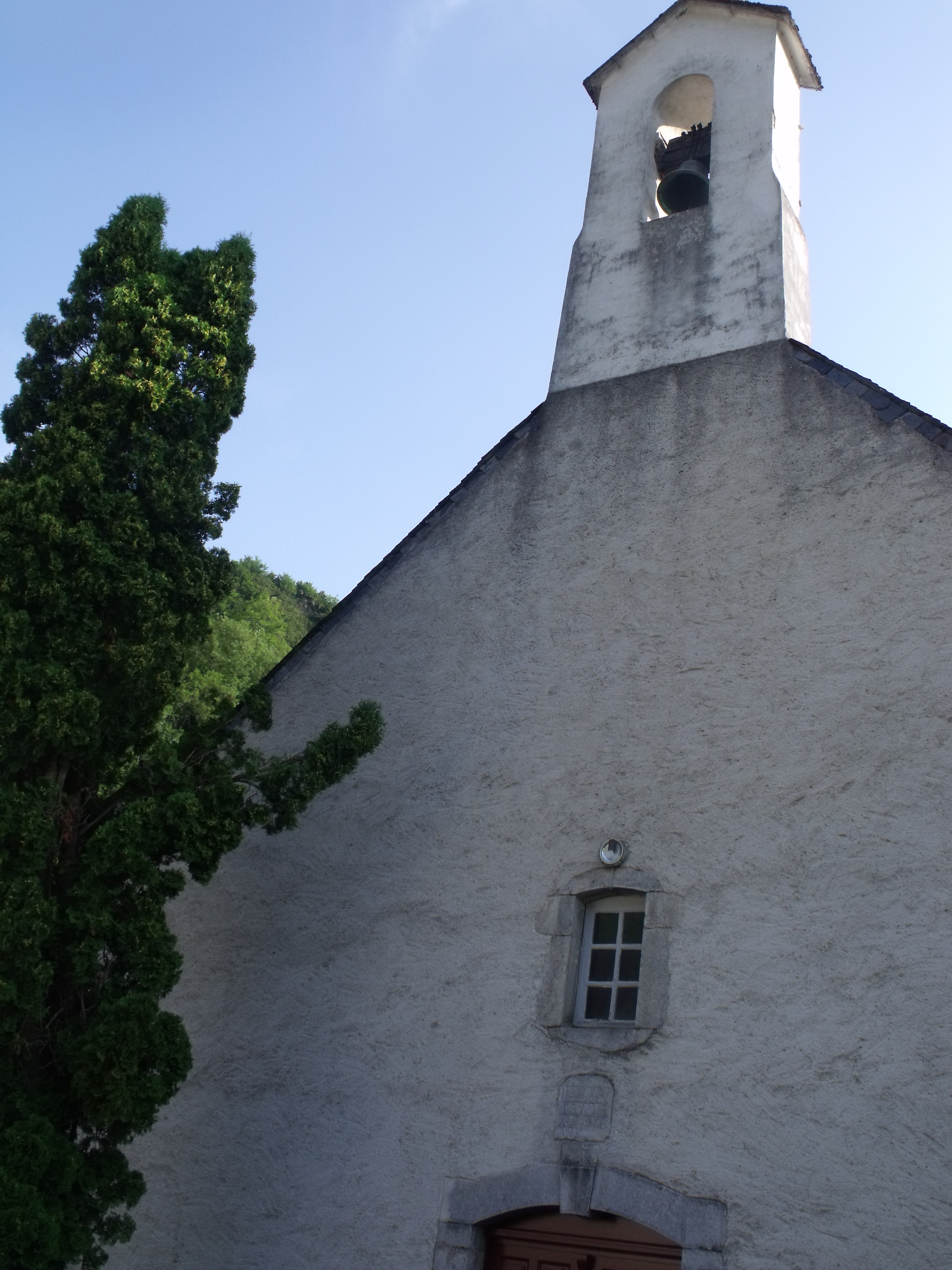
Temple d'Osse-en-Aspe.

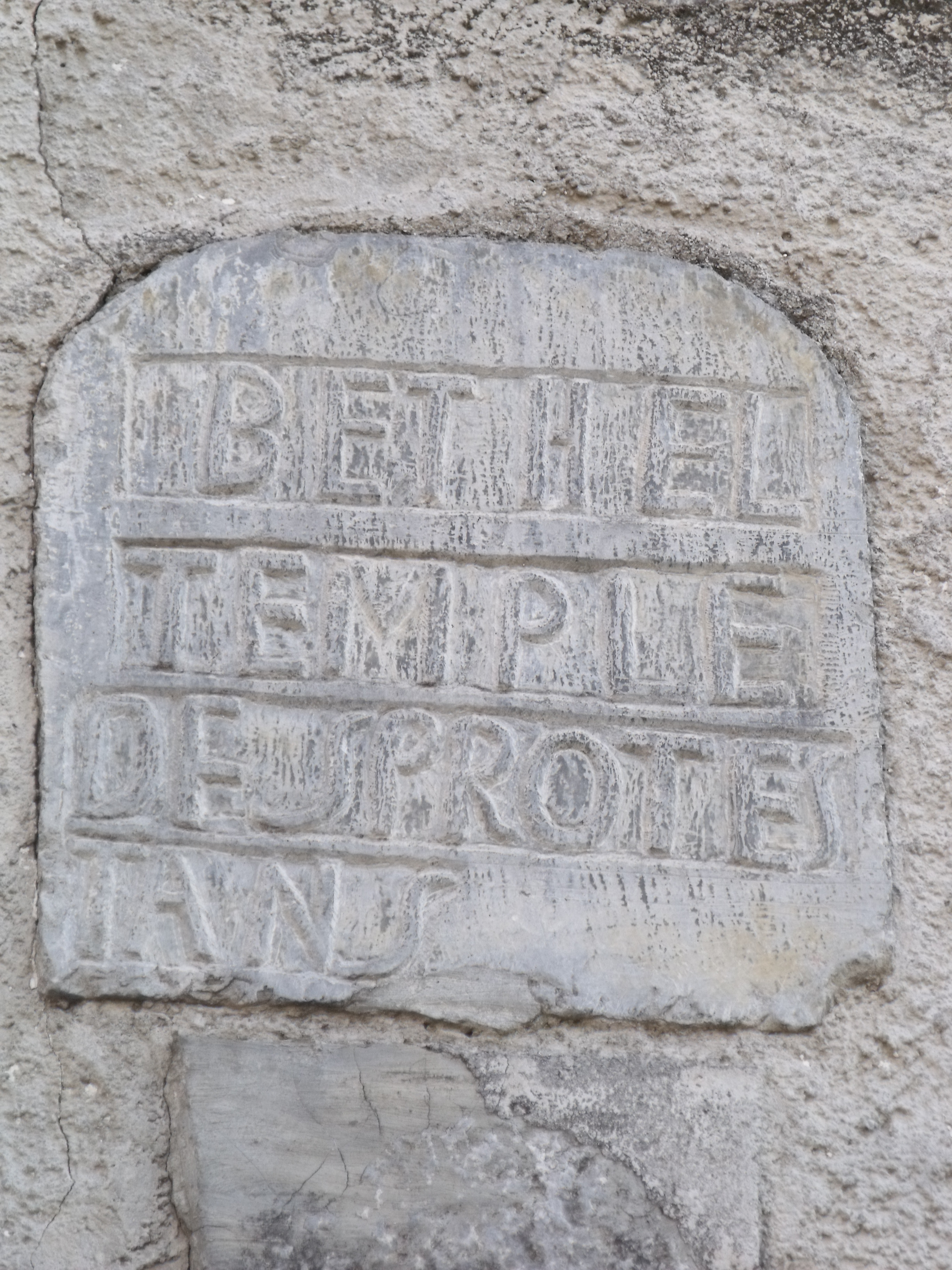
Façade du temple d'Osse-en-Aspe.

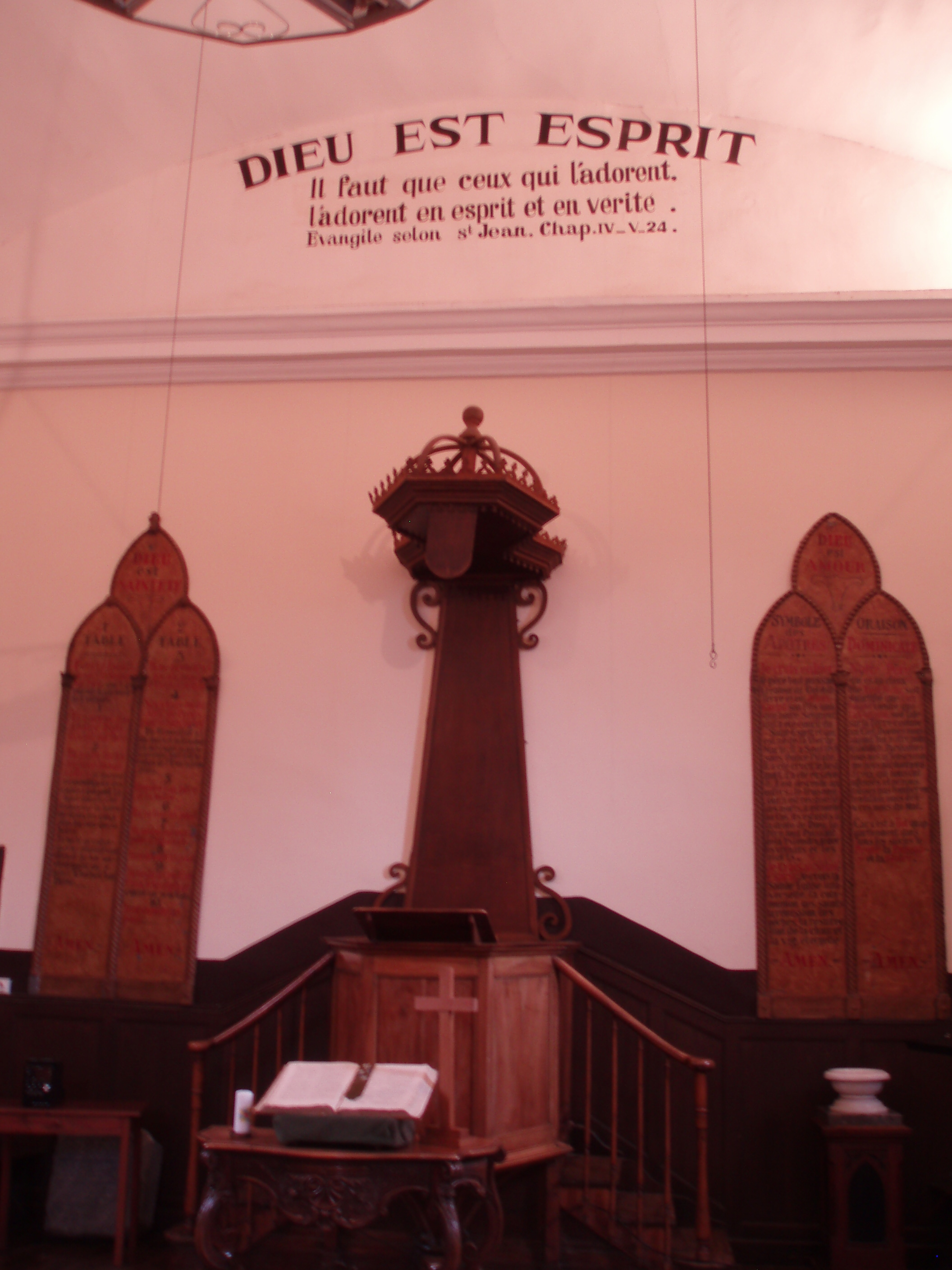
Intérieur du temple d'Osse-en-Aspe.

- Église Saint-Étienne fin XIIe siècle, rénovée aux XVIIe et XVIIIe siècles.

Liste des prêtres successifs
| Début | Fin  | Nom             |
| ----- | ---- | --------------- |
| 1676  | 1716 | Jean Baila      |
| 1719  |      | Étienne Lurbe   |
| 1724  | 1746 | Gratien Guirail |
| 1746  | 1764 | Jean Moutengou  |
| 1764  | 1776 | Joseph Suhare   |

Décorations de l'église Saint-Étienne
|  |  |

## Équipements
La commune possède une école élémentaire, un centre pour les adultes autistes (l'Abri Montagnard) ainsi qu'une maison de retraite (Automne en Aspe).

## Personnalités liées à la commune
- Marie Asserquet (1765-1849), dite Marie Blanque, poétesse et chanteuse d'aürosts, voir Osse-en-Aspe et autres communes et des justicières inspirées.
- Les frères Cadier (George, Henri, Albert, Charles, Edouard) qui parcoururent en deux étés la plupart des sommets de plus de 3 000 mètres entre l'Aneto et le Balaïtous. Nombre de voies et sommets portent encore leur nom[66].